# Upplands runinskrifter 697
Upplands runinskrifter 697 är ett försvunnet vikingatida runstensfragment som funnits i Veckholms kyrka, Veckholms socken och Enköpings kommun. Fragmentet har varit försvunnet sedan länge, men rapporterades på 1700-talet finnas på insidan av kyrkans östra mur.

## Inskriften
Translitterering av runraden:
[... ...tu : risn : stain : at · ailifʀ · faþ:ur ...oþn...]
Normalisering till runsvenska:
... [le]tu ræisa stæin at Æilifʀ, faður ...
Översättning till nusvenska:
... läto resa stenen efter Eliv, fader ...